# مارثا هولمز
مارثا هولمز (بالإنجليزية: Martha Holmes)‏ هي مصورة وصحفية أمريكية، ولدت في 7 فبراير 1923 في لويفيل في الولايات المتحدة، وتوفيت في 19 سبتمبر 2006 في مانهاتن في الولايات المتحدة.